# Bessonies
Bessonies település Franciaországban, Lot megyében. Lakosainak száma 74 fő (2022. január 1.). Bessonies Parlan, Labastide-du-Haut-Mont és Saint-Hilaire községekkel határos.

## Népesség
A település népességének változása:
| Lakosok száma | 184  | 143  | 124  | 107  | 94   | 82   | 81   | 77   | 75   | 74   |
|               | 1968 | 1982 | 1990 | 2006 | 2013 | 2015 | 2017 | 2019 | 2020 | 2022 |